# Rio Duda Mare
O Rio Duda Mare é um rio da Romênia, afluente do Brătei, localizado no distrito de Dâmboviţa.